# Religiosas de la Asunción
La Congregación de las Religiosas de la Asunción (oficialmente en latín: Sorores ab Assumptione in Coelum Beatae Mariae Virginis y en francés: Congregation des Religieuses de l'Assomption), es una congregación religiosa católica femenina de vida apostólica y de derecho pontificio, fundada en 1839, en París por la religiosa María Eugenia de Jesús (Anne-Eugénie Milleret de Brou), por consejo del sacerdote Teodoro Combalot. Las miembros de este instituto son conocidas como religiosas de la Asunción y posponen a sus nombres las siglas R.A.

## Historia

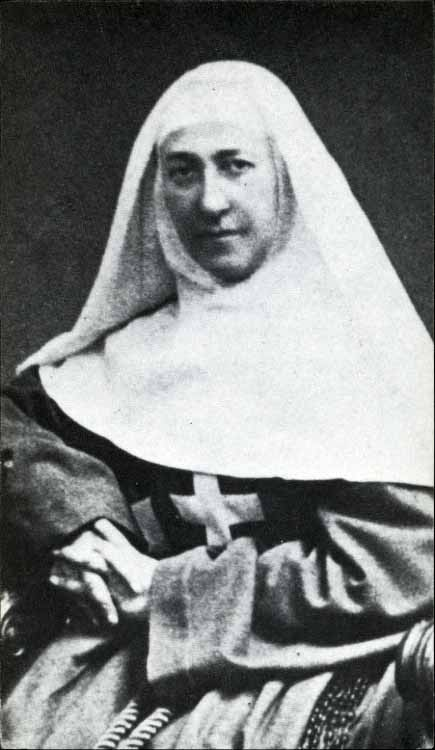
María Eugenia de Jesús (1817-1898), fundadora de la congregación.

María Eugenia de Jesús, nació como Anne-Eugénie Milleret de Brou en Metz el 25 de agosto de 1817. Al quedar huérfana de madre en 1832, vivió con su padre, hasta cuando decidió convertirse a monja en 1836, con la ayuda del abad Combalot, en 1837, ingresó a las Benedictinas del Santísimo Sacramento en París. Con 22, fundó el colegio de La Asunción, y para su atención a las Religiosas de la Asunción. El Padre Manuel d'Alzon, el fundador del Agustinos de la Asunción (asuncionistas), fue el director espiritual de Anne-Eugénie Milleret de Brou, por lo cual, ella decidió afiliar su instituto a la obra de Alzon. La regla de la congregación es la de san Agustín.
El instituto recibió la aprobación pontificia en 1855, la autorización imperial en 1856 y la aprobación definitiva de sus Constituciones en 1888. Las religiosas de la Asunción conocieron una escisión, en 1852, en Ciudad del Cabo (Sudáfrica), que originó a las Misioneras de la Asunción, y una fusión en 1968 con las Guardianas Adoradoras de la Eucaristía, conocidas como hermanas de Saint-Aignan. Han tenido 26 capítulos generales.

## Organización
La Congregación de las Religiosas de la Asunción es un instituto religioso de derecho pontificio centralizado, cuyo gobierno recae en la superiora general, a la que los miembros del instituto llaman Madre general. A ella, le coadyuva su consejo, elegido para un periodo de seis años. La sede central se encuentra en París. El instituto hace parte de la Familia Asuncionista.
Las religiosas de la Asunción se dedican a la instrucción cristiana de la juventud. En 2015, eran unas 1.075, distribuidas en 151 comunidades, presentes en Argentina, Bélgica, Benín, Brasil, Burquina Faso, Camerún, Chad, Chile, Costa de Marfil, Cuba, Dinamarca, Ecuador, El Salvador, España, Estados Unidos, Filipinas, Francia, Guatemala, India, Kenia, Japón, Lituania, México, Nicaragua, Níger, Reino Unido, República Democrática del Congo, Ruanda, Suecia, Tailandia, Tanzania, Togo y Vietnam.